# Hey Mama!
Hey Mama! là mini-album đầu tay của nhóm nhỏ EXO-CBX thuộc nhóm nhạc nam Hàn Quốc EXO, được SM Entertainment phát hành vào ngày 31 tháng 10 năm 2016.

## Bối cảnh và phát hành
Ngày 21 tháng 10 năm 2016, SM Entertainment công bố việc thành lập nhóm nhỏ đầu tiên của EXO bao gồm ba thành viên Chen, Baekhyun và Xiumin. Ngày 24 tháng 10, nhóm được công bố là sẽ ra mắt với mini-album đầu tay có tên gọi Hey Mama!. Album và video âm nhạc của bài hát chủ đề được phát hành vào ngày 31 tháng 10.

## Quảng bá
Ngày 31 tháng 10 năm 2016, sau khi Hey Mama! được phát hành, EXO-CBX tổ chức một sự kiện quảng bá cho album tại Samseong-dong, Seoul. Nhóm bắt đầu biểu diễn trên truyền hình từ ngày 3 tháng 11 năm 2016 trong chương trình M! Countdown.

## Sự đón nhận
Hey Mama! lọt vào bảng xếp hạng album hàng tuần của Gaon và bảng xếp hạng World Albums của Billboard ở vị trí thứ nhất.

## Danh sách bài hát
| STT              | Nhan đề               | Phổ lời                                                | Phổ nhạc                                                                                      | Thời lượng |
| ---------------- | --------------------- | ------------------------------------------------------ | --------------------------------------------------------------------------------------------- | ---------- |
| 1.               | "The One"             | JQ Bae Sung-hyun Jang Yeo-jin Seolim (Makeumine Works) | LDN Noise Adrian Mckinnon Tay Jasper                                                          | 3:29       |
| 2.               | "Hey Mama!"           | Jo Yoon-kyung                                          | Shin Hyuk Mrey Jayrah Gibson Davey Nate DK                                                    | 3:19       |
| 3.               | "Rhythm After Summer" | Kenzie                                                 | Kenzie Joseph "Joe Millionaire" Foster Kameron "Grae" Alexander MZMC Otha "Vakseen" Davis III | 3:29       |
| 4.               | "Juliet"              | Jam Factory                                            | Justin Reinstein Lee Joohyoung                                                                | 3:31       |
| 5.               | "Cherish"             | 100%Seo-jung                                           | David Anthony Eames                                                                           | 3:19       |
| Tổng thời lượng: | Tổng thời lượng:      | Tổng thời lượng:                                       | Tổng thời lượng:                                                                              | 17:07      |

## Xếp hạng
| Bảng xếp hạng               | Thứ hạng cao nhất |
| --------------------------- | ----------------- |
| Album Hàn Quốc (Gaon)       | 1                 |
| Album Nhật Bản (Oricon)     | 14                |
| Album Đài Loan (Five-Music) | 4                 |
| World Albums Mỹ (Billboard) | 1                 |

## Doanh số
| Khu vực           | Doanh số |
| ----------------- | -------- |
| Hàn Quốc (Gaon)   | 165.223  |
| Nhật Bản (Oricon) | 6.203    |

## Lịch sử phát hành
| Khu vực       | Ngày                 | Định dạng  | Hãng đĩa         |
| ------------- | -------------------- | ---------- | ---------------- |
| Hàn Quốc      | 31 tháng 10 năm 2016 | CD, tải về | SM Entertainment |
| Toàn thế giới | 31 tháng 10 năm 2016 | Tải về     | SM Entertainment |